# Зехіба
Зехіба (араб. الذهيبة) — місто в Тунісі. Входить до складу вілаєту Татауїн. Розташоване за 130 км від міста Татауїн поблизу кордону з Лівією. Неподалік розташовано пункт пропуску Зехіба—Вазін. Станом на 2004 рік тут проживало 3 971 особа.
Під час Громадянської війну у Лівії в 2011 році в місті відбувалися сутички між лівійськими повстанцями та прихильниками Муаммара Каддафі. В боях брали участь збройні сили Тунісу.